# Liste des ambassadeurs allemands au Botswana
La liste des ambassadeurs allemands au Botswana contient tous les ambassadeurs de la République fédérale d'Allemagne au Botswana. L'ambassade est basée à Gaborone.
| Nom de famille            | mandat      | Remarques          |
| ------------------------- | ----------- | ------------------ |
| Karl Heinz Wever          | 1968-1973   | accrédité à Lusaka |
| Heinrich Friedrich Landau | 1973-1977   | accrédité à Lusaka |
| Karl-Wilhelm Seeger       | 1978-1983   |                    |
| Hans Hoffmann             | 1983-1987   |                    |
| Egon Katzki               | 1987-1993   |                    |
| Hermann F.Kroeger         | 1993-1996   |                    |
| Albert Gissy              | 1996-1999   |                    |
| Irène Hinrichsen          | 1999-2002   |                    |
| Hans Dietrich von Bothmer | 2002–2006   |                    |
| Ulf Hanel                 | 2006 -2010  |                    |
| Annette Günther           | 2010-2013   |                    |
| Rolf Ulrich               | 2013-2017   |                    |
| Ralph Breth               | 2017-2020   |                    |
| Margit Hellwig-Botte      | depuis 2020 |                    |

## liens web
- Ambassade d'Allemagne à Gaborone